# LHA 120-N 49
LHA 120-N 49, abrégé en N49, est un rémanent de supernova situé dans la galaxie du Grand Nuage de Magellan. Il est soupçonné abriter en son sein le sursauteur gamma mou SGR 0526-66, premier objet de ce type à avoir été découvert.

## Découverte
N49 a été catalogué en 1956 par Karl G. Henize comme étant une nébuleuse présentant une émission H-alpha. C'est en 1973 qu'il fut identifié comme étant un rémanent de supernova. C'est à la suite de l'observation d'une bouffée de rayons gamma le 5 mars 1979 que put être annoncé le fait que ce rémanent était l'hôte du sursauteur gamma mou SGR 0526-66, dont la position fut estimée par la mesure précise des temps d'arrivée de la bouffée de rayons gamma mesurée par plusieurs satellites artificiels munis de détecteurs de rayons gamma alors en service (en particulier Pioneer-Venus Observatory, International Sun-Earth Explorer 3, Helios 2, ainsi que Venera 11, Venera 12 et Prognoz 7),.

## Caractéristiques physiques
Ce rémanent est également détecté dans le domaine des ondes radio. Son indice spectral est de 0,49, typique d'un objet de ce type. Sa brillance de surface est élevée, à 96,3 × 10−19 W m−2 Hz−1 sr−1, ce qui en fait le rémanent le plus brillant du Grand Nuage dans le domaine visible. La distance physique au Grand Nuage de Magellan étant connue, la taille angulaire du rémanent donne immédiatement sa taille physique, d'environ 6 parsecs, le rémanent étant de forme assez irrégulière (évoquant les contours de l'Amérique du Sud).